# Rudolf Gall
Rudolf Gall (ur. 27 marca 1873 we Lwowie, zm. po 1924) – polski przemysłowiec żydowskiego pochodzenia, polityk narodowo-demokratyczny, poseł do Rady Państwa w Wiedniu XI kadencji, tarnopolski poseł do Rady Państwa w Wiedniu wybrany w 1911 roku oraz poseł Sejmu Ustawodawczego w II RP z ramienia Związku Ludowo-Narodowego.

## Życiorys
W 1892 ukończył VII klasę w C. K. Wyższej Szkole Realnej we Lwowie.
Podczas wyborów do Rady Państwa w Wiedniu XI kadencji z kuri miejskiej w okręgu wyborczym Nr 15 Tarnopol zwyciężył kandydata ruskiego (ukraińskiego) księdza greckokatolickiego, proboszcza w Tarnopolu Wołodymyra Hromnyckiego w wyniku wyboru ściślejszego, otrzymawszy podczas pierwszego głosowania 1379 głosów wyborców z 4443, a podczas drugiego 2905. Był właścicielem młyna parowego, stanowiącego najważniejszy zakład w mieście. Należał do Towarzystwa Szkoły Ludowej. Politycznie był związany z endecją. Członek Wydziału Polskiej Organizacji Narodowej. Był członkiem komitetu Okręgowego Stronnictwa Demokratyczno-Narodowego. Od 1907 w Zarządzie Głównym SDN. Pomimo wystąpienia z klubu endecji w listopadzie 1914 uczestniczył w jego pracach do 1918.
Zasiadł w Sejmie Ustawodawczym w 1919, gdzie należał (do 1920) do Związku Sejmowego Ludowo-Narodowego. W 1922 przeniósł się do Wiednia, gdzie dwa lata później pełnił funkcję attaché honorowego Poselstwa Rzeczypospolitej Polskiej.